# Leštakovec
Leštakovec – wieś w Chorwacji, w żupanii varażdińskiej, w gminie Jalžabet. W 2011 roku liczyła 263 mieszkańców.